# Konecranes
Konecranes est une entreprise finlandaise de fabrication de matériel de levage et de matériel de manutention. Elle a été créée à Hyvinkää en Finlande en 1994.

## Historique
Une division de Kone fabrique ce type de matériel de manutention depuis 1930 mais c'est en 1994 que Konecranes est devenue une entreprise indépendante.
Elle est cotée en bourse au Helsinki Stock Exchange depuis 1996.
En août 2015, Terex commence un processus de fusion avec son concurrent finlandais Konecranes. En janvier 2016, Terex reçoit une offre non sollicitée de 3,28 milliards de dollars de la part de son concurrent chinois Zoomlion, remettant en cause la fusion avec Konecranes. En mai 2016, la fusion lancée entre Konecranes et Terex est remplacée par une offre d'acquisition partielle de Konecranes sur une partie des actifs de Terex pour 1,1 milliard de dollars.
En septembre 2020, Konecranes annonce sa fusion avec Cargotec, créant un nouvel ensemble ayant une capitalisation de 4,5 milliards d'euros, un chiffre d'affaires de 7 milliards d'euros. Les actionnaires des deux entreprises auront une participation de 50 % dans le nouvel ensemble. En mars 2022, la fusion est abandonnée après l'opposition des autorités de la concurrence britannique.

## Activité
Konecranes conçoit, fabrique, commercialise et entretient toute une gamme de solutions complexes de levage industriel :
- Pont roulant
- Palan
- Grue
- Portique de levage
- Grue portuaire et portique portuaire
- Porte-conteneur[8]

## Implantation
Konecranes est présent dans 43 pays. Le siège pour la France est situé à Vernouillet (Eure-et-Loir) avec des agences à Orléans, Châlons en Champagne (ex- MHPS Demag France),Tours,Bordeaux, Paris, Strasbourg, Lyon, Marseille, Rouen, Nantes et Lille, des points d'implantation à Metz, Le Mans et Poitiers et une agence portuaire au Havre

## Marques
Les produits et services de Konecranes sont commercialisés sous les marques de KONECRANES, CGP, CGMS, KCI, VINSON, NOELL, KÜLICKE, KUBI, MATMAN SMV et la marque P&H appartient également au Groupe Konecranes

## Actionnaires
Les actionnaires principaux au 31 mai 2019 sont:
| # | Actionnaire        | Parts     | %       |
| - | ------------------ | --------- | ------- |
| 1 | Hartwall Capital   | 7 901 238 | 10,01 % |
| 2 | Solidium Oy        | 5 832 256 | 7,39 %  |
| 3 | Varma              | 2 634 951 | 3,34 %  |
| 4 | Ilmarinen oy       | 2 329 000 | 2,95 %  |
| 5 | Stig Gustavson     | 2 229 455 | 2,82 %  |
| 6 | OP Financial Group | 1 438 008 | 1,82 %  |
| 7 | Keva               | 931 042   | 1,18 %  |